# Абдрахманов, Мурзали
Мурзали Абдрахманов — советский государственный и политический деятель, генерал-майор.

## Биография
Родился в 1928 году в селе Салиева. Член КПСС.
Окончил школу ФЗО, Кызыл-Кийский горный техникум, республиканскую ВПШ при ЦК КП Киргизии.
В 1952—1955 — секретарь Кызыл-Кийского горисполкома, инструктор промышленно-транспортного отдела Ошского обкома КП Киргизии.
В 1958—1963 — секретарь, первый секретарь Кок-Янгакского горкома КП Киргизии.
В 1963—1968 — секретарь парткома управления «Нарынгидроэнергострой».
В 1968—1969 — первый секретарь Таш-Кумырского горкома КП Киргизии.
В 1969—1984 — начальник УВД Ошской области.
В 1990 — военный комендант Ошской области.
В 1991—2000 — председатель Ошского областного Совета Ветеранов войны и труда, вооруженных сил и правоохранительных органов.
Депутат Верховного Совета Киргизской ССР двух созывов.
Жил в Оше.

## Награды
- Орден Октябрьской Революции
- Орден Трудового Красного Знамени
- Орден Знак Почёта